# 陳憲宗
陳憲宗（ちんけんそう、ベトナム語: Trần Hiến Tông）は、陳朝大越の第6代皇帝。名は陳 旺（ベトナム語：Trần Vượng / 陳旺）、または陳 日㷆（ベトナム語：Trần Nhật Phụ / 陳日㷆）とも。

## 生涯
第5代皇帝・明宗の長男。開泰5年（1328年）に皇太子に立てられた。
開泰6年（1329年）、父から譲位されて11歳で即位したが、実権は太上皇の父が握っていた。開祐13年（1341年）に23歳の若さで父に先立って崩御したため、見るべき治績はほとんどない。後を十弟の陳暭（裕宗）が継いだ。